# اقتصاد اليونان
يحتل اقتصاد اليونان المرتبة 51 في العالم، إذ يبلغ الناتج المحلي الإجمالي الاسمي 189,410 مليار دولار سنويًا. من حيث تعادل القوة الشرائية، تحتل اليونان المرتبة 54 في أكبر اقتصادات في العالم، إذ تبلغ 305.005 مليار دولار سنويًا. اعتبارًا من عام 2020، تعد اليونان الاقتصاد السادس عشر في الاتحاد الأوروبي المكون من 27 دولة. وفقًا لأرقام صندوق النقد الدولي لعام 2021، يبلغ نصيب الفرد من الناتج المحلي الإجمالي في اليونان 19,827 دولارًا بالقيمة الاسمية و31,821 دولارًا عند تعادل القوة الشرائية.
تُعد اليونان دولةً متقدمة ذات اقتصاد قائم على الخدمات (80%) والقطاعات الصناعية (16%)، إذ ساهم القطاع الزراعي بما يقدر بـ 4% من الناتج الاقتصادي الوطني في عام 2017. تشمل الصناعات اليونانية المهمة السياحة والشحن. مع 18 مليون سائح دولي في عام 2013، احتلت اليونان المرتبة السابعة بين الدول الأكثر زيارة في الاتحاد الأوروبي والمرتبة 16 في العالم. تعتبر البحرية التجارية اليونانية الأكبر في العالم، إذ تمثل السفن المملوكة لليونان 15% من الحمولة الساكنة العالمية اعتبارًا من عام 2013. وقد أدى الطلب المتزايد على النقل البحري الدولي بين اليونان وآسيا إلى استثمارات غير مسبوقة في صناعة الشحن.
يُعد البلد منتجًا زراعيًا مهمًا داخل الاتحاد الأوروبي. اليونان لديها أكبر اقتصاد في البلقان وهي مستثمر إقليمي مهم. كانت اليونان أكبر مستثمر أجنبي في ألبانيا عام 2013، والثالثة في بلغاريا، وفي المراكز الثلاثة الأولى في رومانيا وصربيا، وأهم شريك تجاري وأكبر مستثمر أجنبي في مقدونيا الشمالية. أصبحت شركة الاتصالات اليونانية OTE مستثمرًا قويًا في بعض دول يوغوسلافيا السابقة ودول البلقان الأخرى.
صُنفت اليونان على أنها اقتصاد متقدم عالي الدخل، وكانت عضوًا مؤسسًا في منظمة التعاون الاقتصادي والتنمية ومنظمة التعاون الاقتصادي للبحر الأسود. انضمت البلاد إلى ما يُعرف الآن بالاتحاد الأوروبي في عام 1981. وفي عام 2001، تبنت اليونان اليورو عملةً لها، لتحل محل الدراخما اليونانية بسعر صرف يبلغ 340.75 دراخما لكل يورو. اليونان عضو في صندوق النقد الدولي ومنظمة التجارة العالمية، واحتلت المرتبة 34 في مؤشر إرنست ويونغ للعولمة عام 2011.
دمرت الحرب العالمية الثانية (1939-1945) اقتصاد البلاد، ولكن المستويات المرتفعة للنمو الاقتصادي التي تلت ذلك من عام 1950 إلى عام 1980 سميت بالمعجزة الاقتصادية اليونانية. من عام 2000، شهدت اليونان مستويات عالية من نمو الناتج المحلي الإجمالي فوق متوسط منطقة اليورو، وبلغت ذروتها عند 5.8% في عام 2003 و 5.7% في عام 2006. وأدى الركود الكبير الذي أعقب ذلك وأزمة الديون الحكومية اليونانية، وهي نقطة تركيز مركزية لأزمة الديون الأوروبية الأوسع، إلى إغراق الاقتصاد في تراجع حاد، مع معدلات نمو الناتج المحلي الإجمالي الحقيقي 0.3% في عام 2008، 4.3% في عام 2009، 5.5% في عام 2010، 10.1% في عام 2011، 7.1% في عام 2012 و 2.5% في عام 2013. في عام 2011، بلغ الدين العام للبلاد 356 مليار يورو (172% من الناتج المحلي الإجمالي الاسمي). بعد التفاوض على أكبر إعادة هيكلة للديون في التاريخ مع القطاع الخاص، بخسارة 100 مليار لمستثمري السندات من القطاع الخاص، خفضت اليونان عبء ديونها السيادية إلى 280 مليار يورو (137% من الناتج المحلي الإجمالي) في الربع الأول من عام 2012. وحققت اليونان مبلغًا حقيقيًا بلغ معدل نمو الناتج المحلي الإجمالي 0.5% في عام 2014 -بعد 6 سنوات من التراجع الاقتصادي- لكنه تقلص بنسبة 0.2% في عام 2015 وبنسبة 0.5% في عام 2016. وعادت البلاد إلى معدلات نمو متواضعة بلغت 1.1% في عام 2017 و 1.7% في عام 2018 و 1.8% في عام 2019. انكمش الناتج المحلي الإجمالي بنسبة 9% في عام 2020 أثناء الركود العالمي الناجم عن جائحة كوفيد-19، لكن الاقتصاد نما بنسبة 16.2% على أساس سنوي في الربع الثاني من عام 2021، ما يشير إلى انتعاش قوي.
احتلت اليونان المرتبة 42 في مؤشر الابتكار العالمي عام 2023، لكنها تراجعت للمركز 45 في مؤشر عام 2024.

## خلفية تاريخية

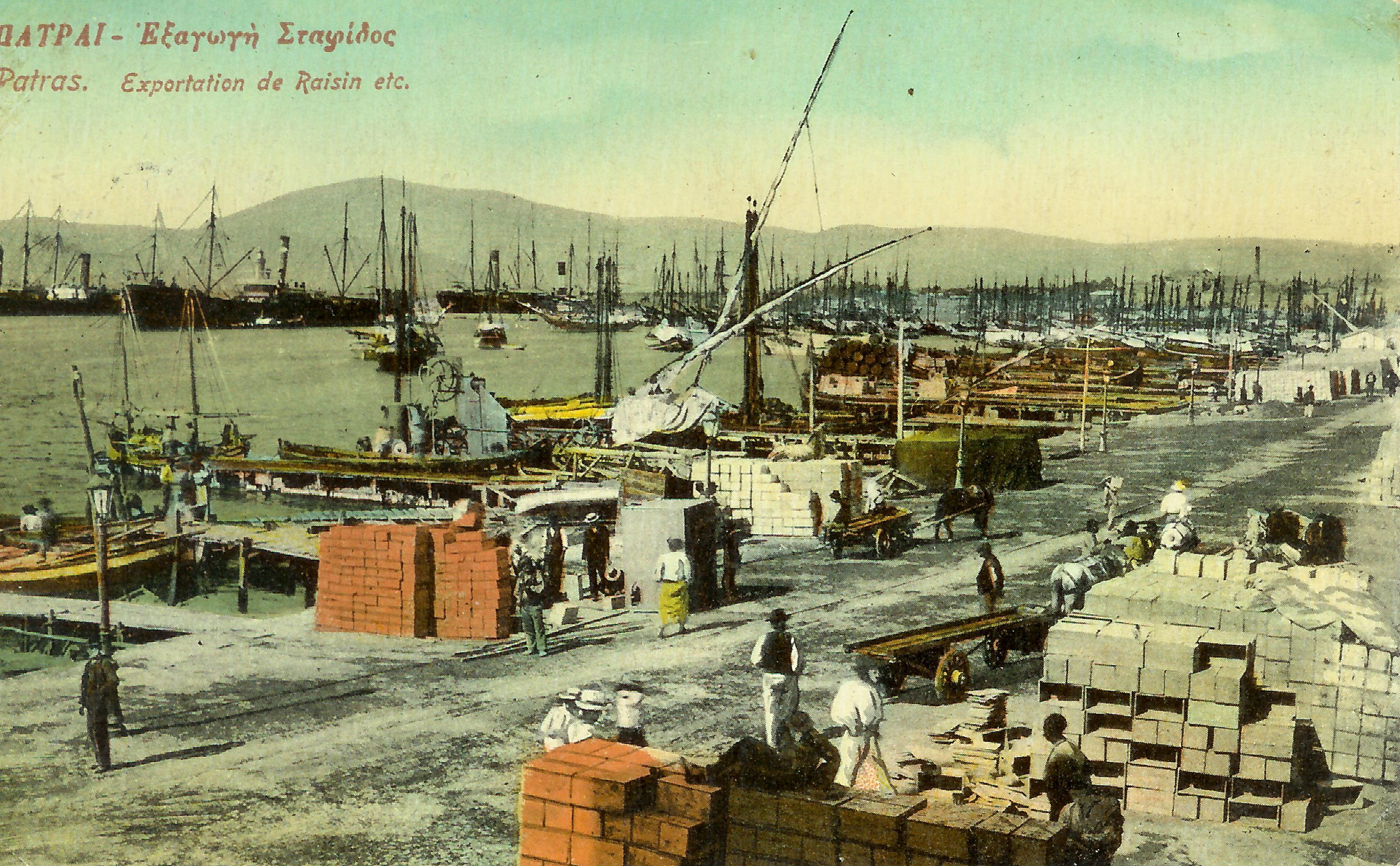
تصدير الزبيب من ميناء باتراس في أواخر القرن التاسع عشر

لم يُبحث تطور الاقتصاد اليوناني خلال القرن التاسع عشر (الفترة التي غيرت جزءًا كبيرًا من العالم بسبب الثورة الصناعية). تدرس الأبحاث الحديثة من عام 2006 التطور التدريجي للصناعة والمزيد من تطوير الشحن في اقتصاد يغلب عليه الطابع الزراعي، بحساب متوسط معدل نمو نصيب الفرد من الناتج المحلي الإجمالي بين عامي 1833 و 1911 والذي كان أقل قليلًا من مثيله في دول أوروبا الغربية الأخرى. كان النشاط الصناعي، (بما في ذلك الصناعات الثقيلة مثل بناء السفن) واضحًا، بشكل رئيسي في إرموبوليس وبيرايوس. ومع ذلك، واجهت اليونان صعوبات اقتصادية وتعثرت في سداد قروضها الخارجية في أعوام 1826 و1843 و1860 و1893.
تدعم دراسات أخرى وجهة النظر المذكورة أعلاه حول الاتجاهات العامة في الاقتصاد، وتوفير مقاييس مقارنة لمستوى المعيشة. بلغ دخل الفرد (من حيث القوة الشرائية) في اليونان 65% من دخل فرنسا عام 1850 و56% عام 1890 و62% عام 1938 و75% عام 1980 و90% عام 2007 و96.4% عام 2008 و97.9% عام 2009.
ارتبط تطور البلاد بعد الحرب العالمية الثانية إلى حد كبير بالمعجزة الاقتصادية اليونانية. خلال تلك الفترة، شهدت اليونان معدلات نمو في المرتبة الثانية بعد اليابان، بينما احتلت المرتبة الأولى في أوروبا من حيث نمو الناتج المحلي الإجمالي. ومن الدلائل أن الاقتصاد اليوناني نما بين عامي 1960 و 1973 بمتوسط 7.7%، على عكس 4.7% في دول الاتحاد الأوروبي الخمسة عشر و 4.9% في منظمة التعاون الاقتصادي والتنمية. كما نمت الصادرات خلال تلك الفترة بمتوسط معدل سنوي بلغ 12.6%.

### نقاط القوة والضعف
تتمتع اليونان بمستوى معيشي مرتفع ومؤشر تنمية بشرية مرتفع للغاية، إذ احتلت المرتبة 32 في العالم في عام 2019. ومع ذلك، فقد أدى الركود الحاد في السنوات الأخيرة إلى انخفاض نصيب الفرد من الناتج المحلي الإجمالي من 94% من متوسط الاتحاد الأوروبي في عام 2009 إلى 67% بين عام 2017 و 2019. خلال الفترة نفسها، انخفض الاستهلاك الفردي الفعلي للفرد من 104% إلى 78% من متوسط الاتحاد الأوروبي.
الصناعات الرئيسية في اليونان هي السياحة والشحن والمنتجات الصناعية ومعالجة الأغذية والتبغ والمنسوجات والكيماويات والمنتجات المعدنية والتعدين والبترول. كان نمو الناتج المحلي الإجمالي لليونان أيضًا، كمتوسط، منذ أوائل التسعينيات أعلى من متوسط الاتحاد الأوروبي. ومع ذلك، ما يزال الاقتصاد اليوناني يواجه مشاكل كبيرة، بما في ذلك ارتفاع مستويات البطالة، وعدم كفاءة بيروقراطية القطاع العام، والتهرب الضريبي، والفساد، والقدرة التنافسية العالمية المنخفضة.
تحتل اليونان المرتبة 59 في العالم، والمرتبة 22 بين الدول الأعضاء في الاتحاد الأوروبي، على مؤشر مدركات الفساد. وهذا يمثل تحسنا مطردا خلال السنوات الأخيرة. في عام 2012، احتلت المرتبة 94 في العالم والأخيرة في الاتحاد الأوروبي. ومع ذلك، ما يزال لدى اليونان أدنى مؤشر للحرية الاقتصادية في الاتحاد الأوروبي وثاني أدنى مؤشر التنافسية العالمية، إذ تحتل المرتبة 100 و59 في العالم على التوالي.

## العملة
بعد استقلال اليونان عن الدولة العثمانية، قامت مملكة اليونان بإصدار عملة وطنية للبلاد هي الدراخما عام 1832. وظلت الدرخما هي العملة الرسمية لليونان حتى عام 2002 حينما استبدلت بالعملة الأوربية الموحدة اليورو، حيثُ تعتبر اليونان عضو في الاتحاد الأوروبي منذ عام 1981.

## القوى العاملة
يبلغ عدد القوى العاملة باليونان نحو 5.013 مليون عامل (2010) وتتوزع القوة العاملة على القطاع الخدمي بنسبة 65.1% والصناعي بنسبة 22.4% والزراعي بنسبة 12.4% (2005) وتبلغ نسبة البطالة 16.6% (مايو 2011).

### قطاع النفط والطاقة

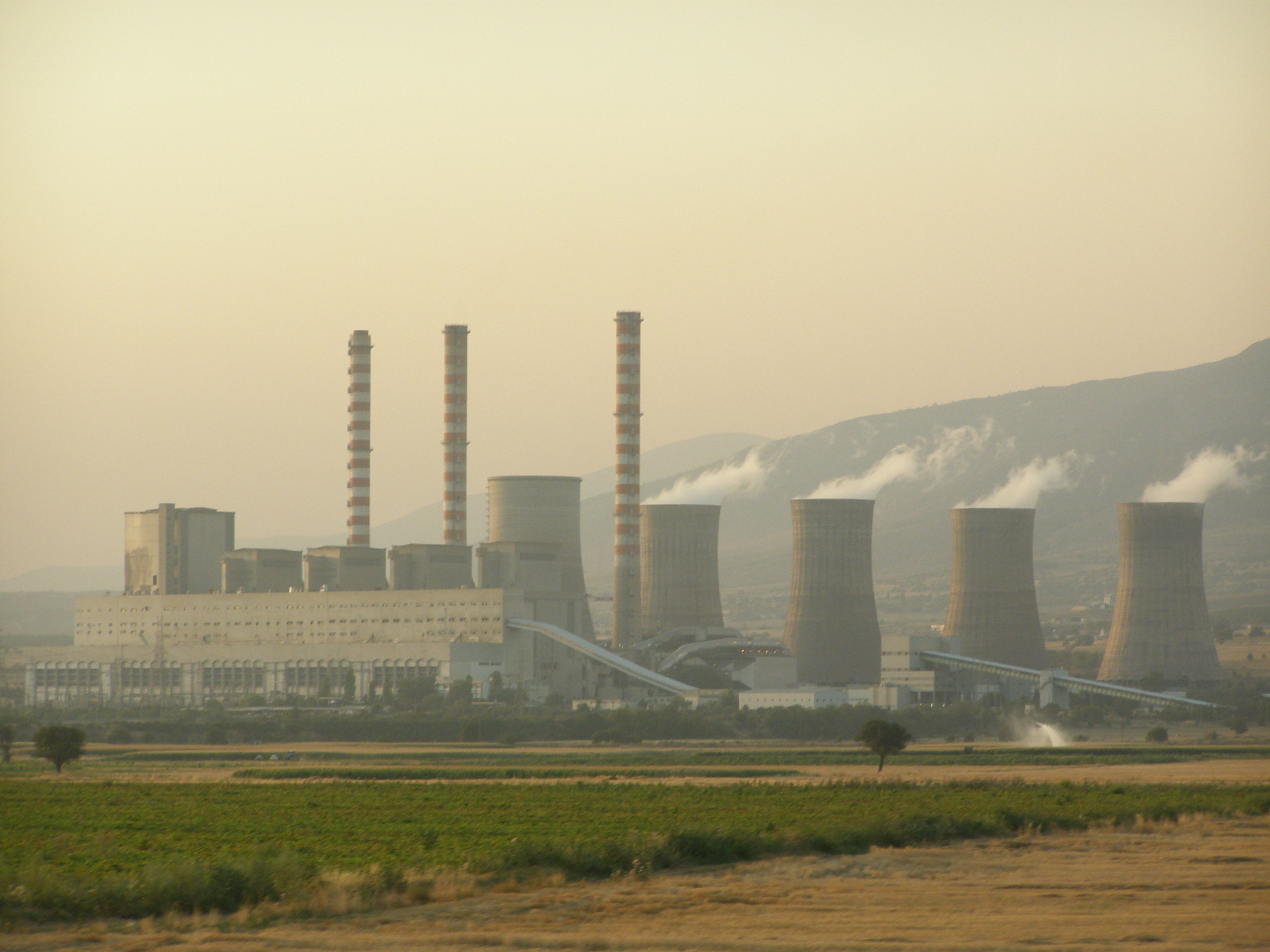
محطة طاقة كهربائية يونانية تعمل بالفحم

تسيطر الشركة العامة للكهرباء على إنتاج الطافة في اليونان وقد أنتجت 85.6% من الطاقة المولدة في اليونان عام 2009. وقد بلغ إجمالي إنتاج الكهرباء في اليونان عام 2009 نحو 62.711 مليار كيلوواط ساعي، أكثر من نصف هذه الطاقة يولد من محطات كهرباء تشغل بالفحم أي ما نسبته 55.3% في حين يأتي 22% من الكهرباء محطات تشغل بالغاز الطبيعي و15.4% من محطات تشغل بالنفط فيما تأتي ما نسبته 4.1% من الطاقة الكهرومائية.
وتنتج اليونان حوالي 5,000 برميل من النفط يوميا (2010) ويأتي الإنتاج النفطي في اليونان من حقلي إبسيلون وبرينوس في بحر إيجة قرب سواحل جزيرة ثاسوس اليونانية، فيما يبلغ الاستهلاك اليومي للنفط في اليونان نحو 414,400 برميل يوميا (2009).

### قطاع السياحة

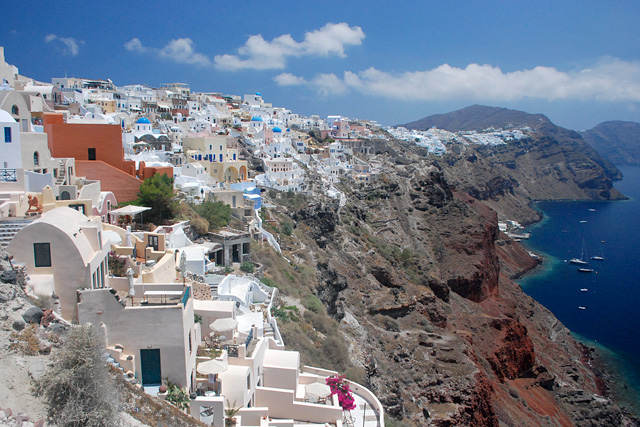
جزيرة سانتوريني إحدى مناطق الجذب السياحي في اليونان

لم تبدأ السياحة في اليونان بالنمو إلا بعد عام 1950 حيث شهد عقدي الستينيات والسبعينيات طفرة في نمو القطاع السياحي الأمر الذي توج باستضافة اليونان لعدد من الاحداث الدولية مثل الألعاب الأولمبية الصيفية عام 2004.
تجتذب اليونان ما يزيد عن 16 مليون سائح سنويا وهو ما يساهم بنسبة 18.2% في الناتج الإجمالي المحلي لعام 2008. ويقدر متوسط انفاق السائح في اليونان بنحو 1,073 دولار مما يجعل اليونان بالمرتبة العاشرة عالميا. ويبلغ عدد الوظائف المرتبطة بالسياحة باليونان سواء أكان بشكل مباشر أو غير مباشر حوالي 840,000 وظيفة عام 2008 وهو ما يشكل 19% من مجموع قوة العمل في البلاد. وفي عام 2009 زار اليونان أكثر من 19.3 مليون سائح.
الوزارة المسؤولة عن القطاع السياحي هي وزارة الثقافة والسياحة كما توجد المنظمة الوطنية اليونانية للسياحة وهي تعني بترويج السياحة في اليونان.

### القطاع الزراعي والثروة السمكية

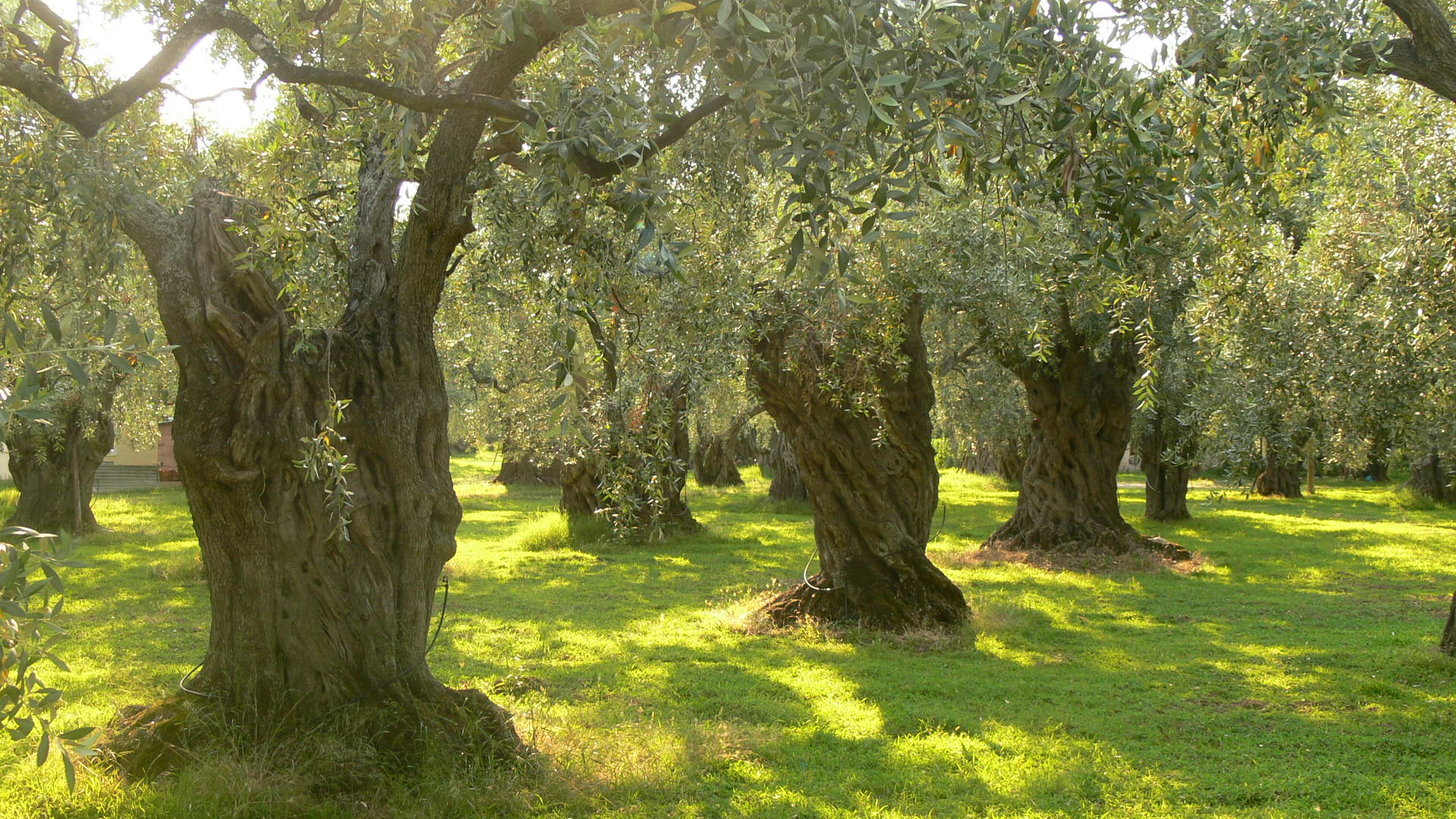
أشجار الزيتون في ثاسوس في اليونان

تساهم الزراعة بنحو 3.3% من الناتج المحلي لليونان وتشغل 12% من إجمالي القوة العاملة باليونان. وبحسب عام 2010 اليونان هي أكبر منتج للقطن في الاتحاد الأوروبي (183.8 ألف طن) وتحتل المرتبة الثانية في إنتاج كل من الأرز (229.5 ألف طن) والزيتون (147.5 ألف طن), كما تحتل المرتبة الثالثة بين دول الاتحاد في إنتاج التين (11 ألف طن) والطماطم (1.4 مليون طن) والبطيخ الأحمر (578.4 ألف طن) إضافة إلى كونها رابع أكبر منتج للتبغ في الاتحاد الأوروبي (22 ألف طن).
اليونان هي أكبر مستفيد من السياسة الزراعية المشتركة للاتحاد الأوروبي حيث نتج عن دخول اليونان إلى الاتحاد الأوروبي تحديث كامل البنى التحتية الزراعية. ومن عام 2000 إلى 2007 نمت الزراعة العضوية في اليونان بنسبة 885% وهي أكبر نسبة نمو في الاتحاد الأوروبي.
في 2007 حصلت اليونان على 19% من مجموع الصيد الأوروبي في البحر الأبيض المتوسط لتحتل المرتبة الثالثة مع 85,492 طن والمرتبة الأولى من حيث اسطول سفن صيد الأسماك في البحر الأبيض المتوسط بين دول الاتحاد. إضافة إلى المرتبة 11 بين دول الاتحاد الأوربي في مجموع صيد الأسماك بنحو 87,461 طن.

## معرض صور

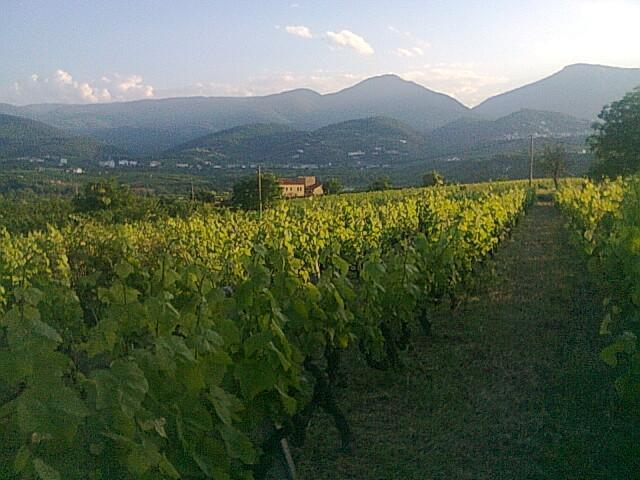
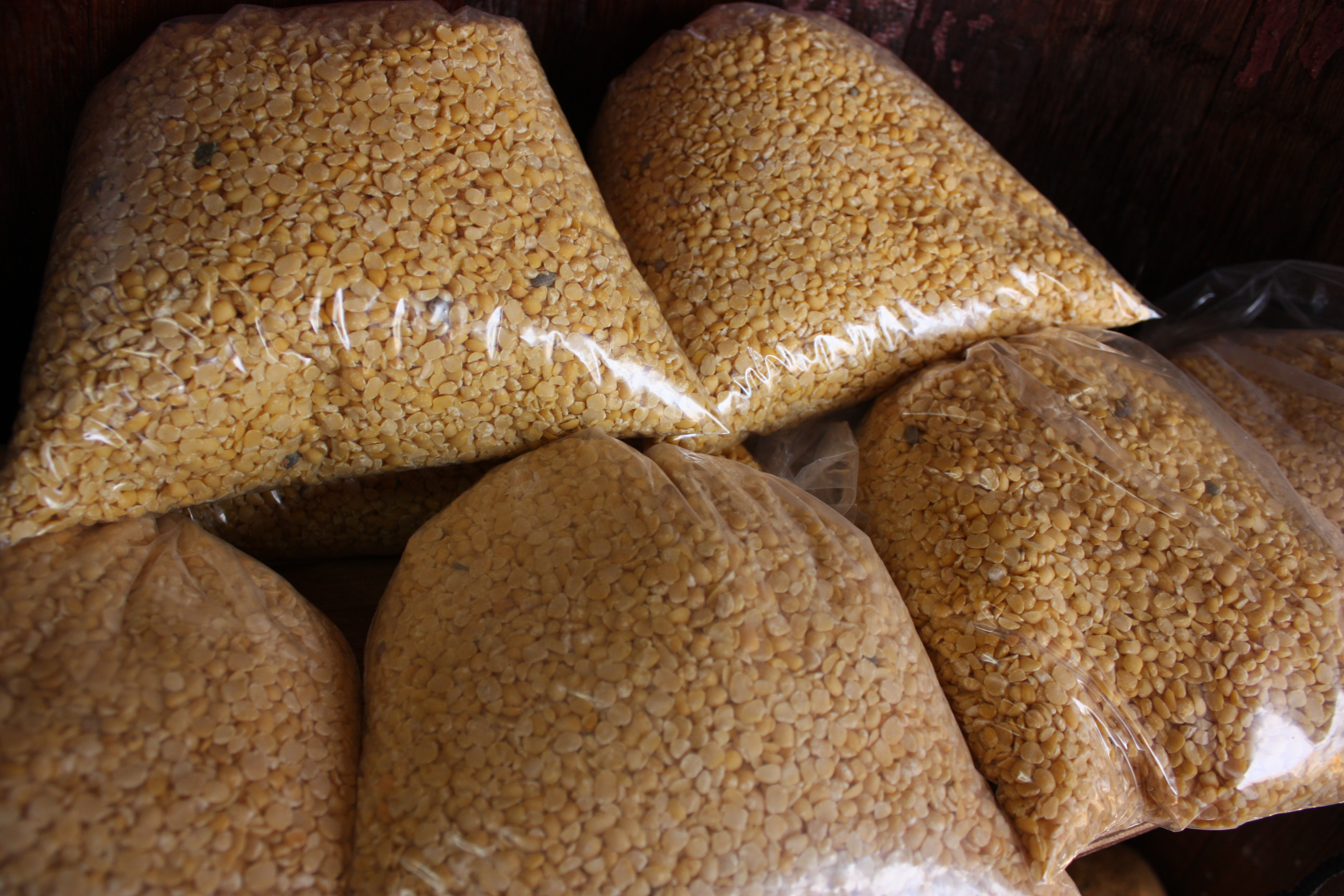
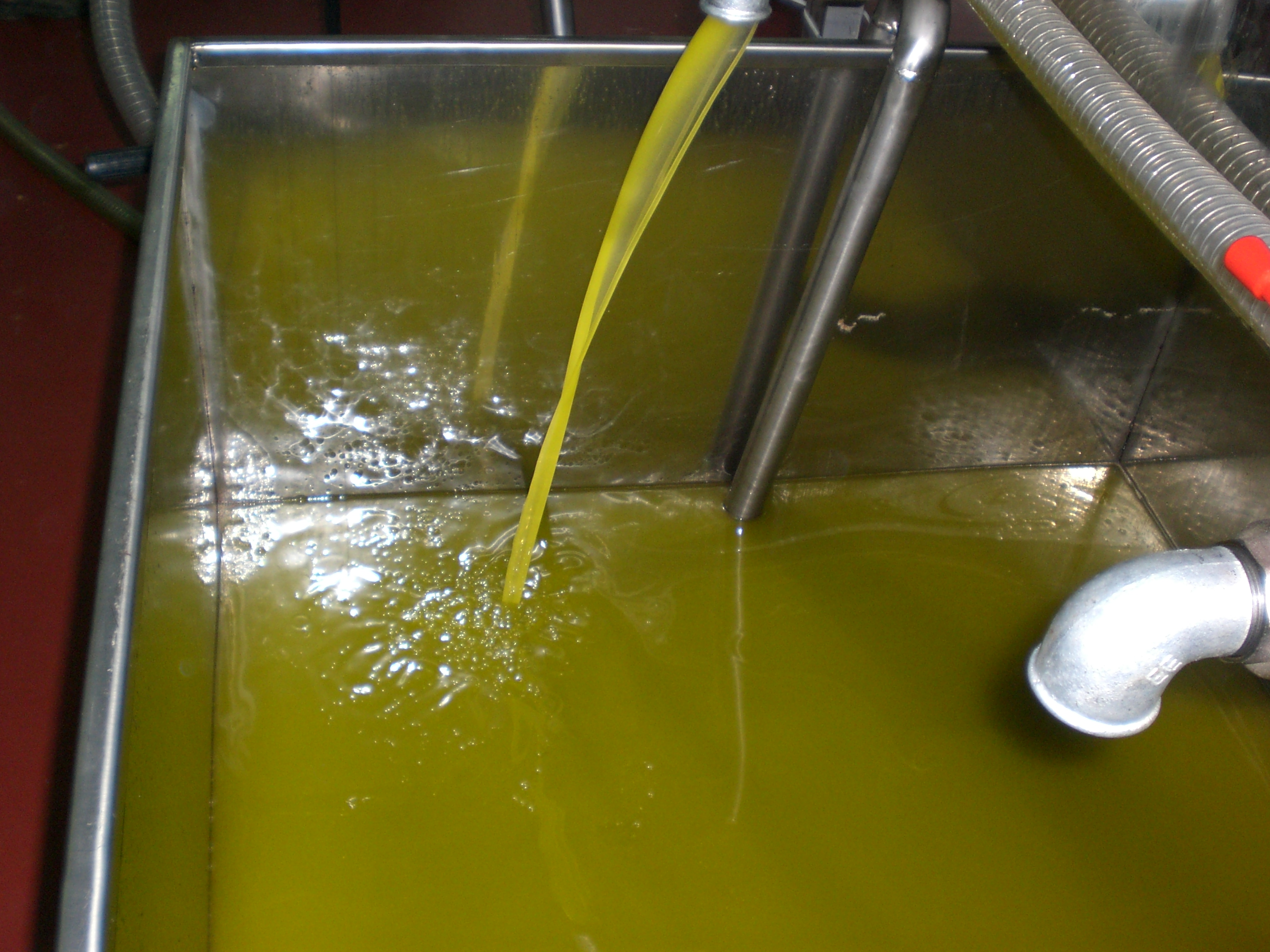

## اقرأ أيضا
- سانتوريني